# Rischio di mercato
Il rischio di mercato, in finanza, è la probabilità di ottenere dalle operazioni di negoziazione in strumenti finanziari un rendimento diverso da quello atteso.
In particolare rappresenta la perdita o il guadagno potenziale di una posizione o di un portafoglio di titoli, in un determinato orizzonte temporale, in seguito alle variazioni delle variabili di mercato, in base alle quali si distinguono:
- Rischio di tasso d'interesse - il rischio di perdita derivante da movimenti avversi del tasso di interesse;
- Rischio di tasso di cambio - il rischio di perdita derivante da movimenti avversi del tasso di cambio di valute straniere;
- Rischio azionario - il rischio di perdita derivante da movimenti avversi su titoli e/o indici azionari;
- Rischio di commodity - il rischio di perdita derivante da movimenti avversi nel prezzo delle materie prime.[1]

## Percezione del rischio di mercato
Quando si verifica una crisi finanziaria, aumenta l'incertezza che, a sua volta, genera emotività e quindi comportamenti irrazionali.
L'esperienza mostra che, nelle fasi di caduta delle quotazioni di mercato, l'incertezza si traduce anche in oscillazioni giornaliere più ampie delle quotazioni dei titoli. L'ampiezza di queste oscillazioni è la volatilità e rappresenta la più comune misura del rischio di mercato.